# Pentas lanceolata
Pentas lanceolata là một loài thực vật có hoa trong họ Thiến thảo. Loài này được (Forssk.) Deflers mô tả khoa học đầu tiên năm 1889.

## Hình ảnh

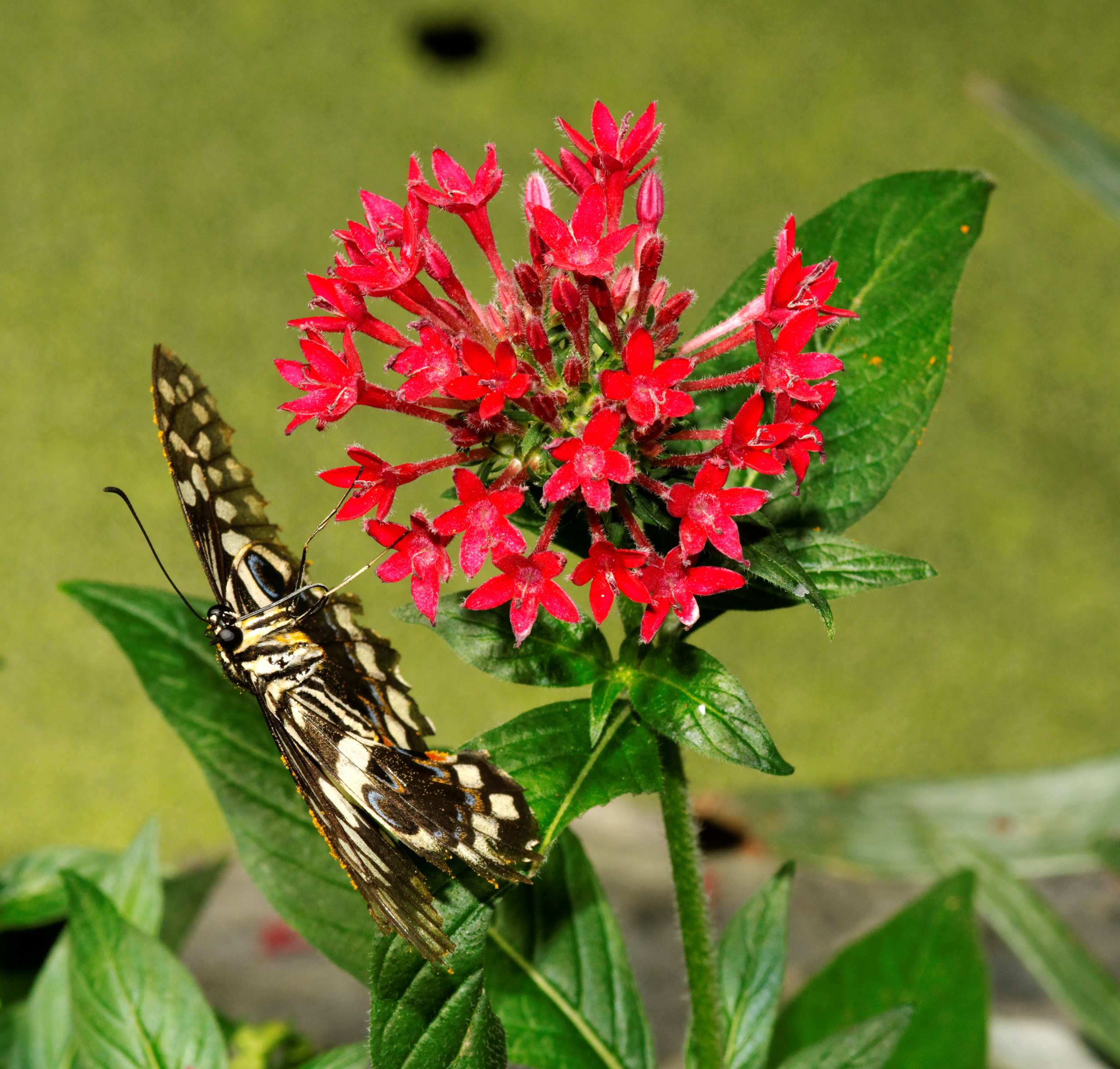
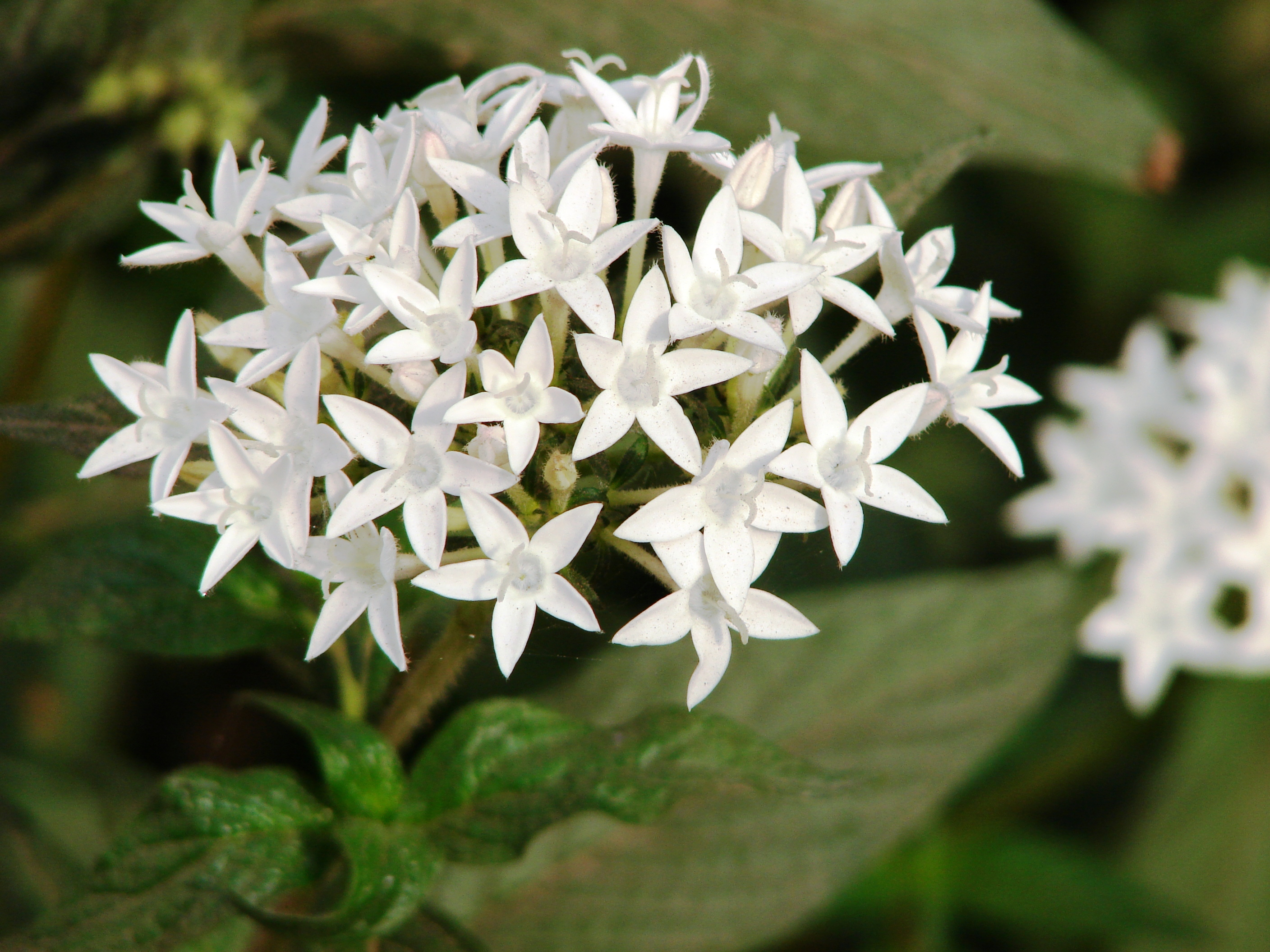
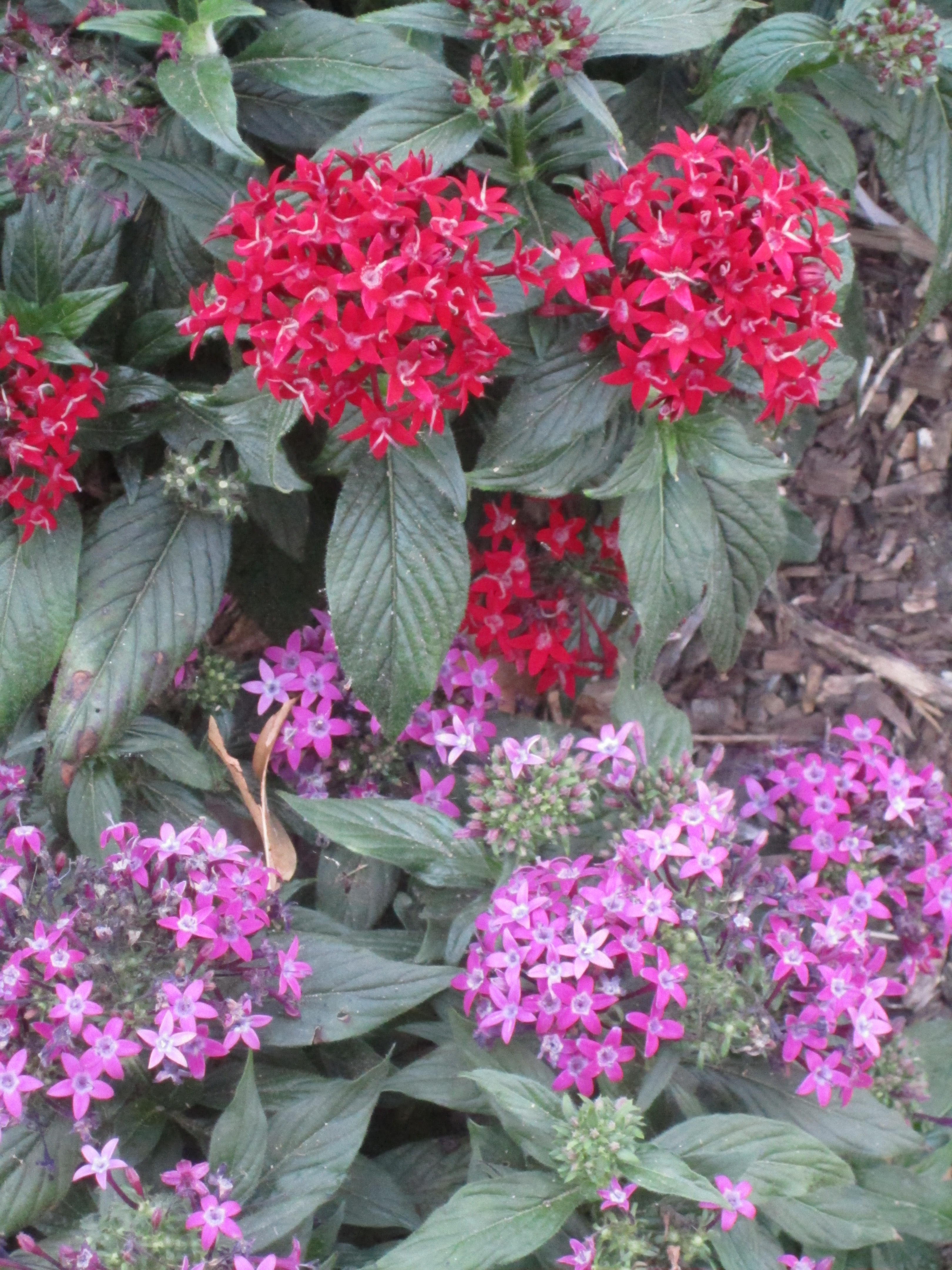
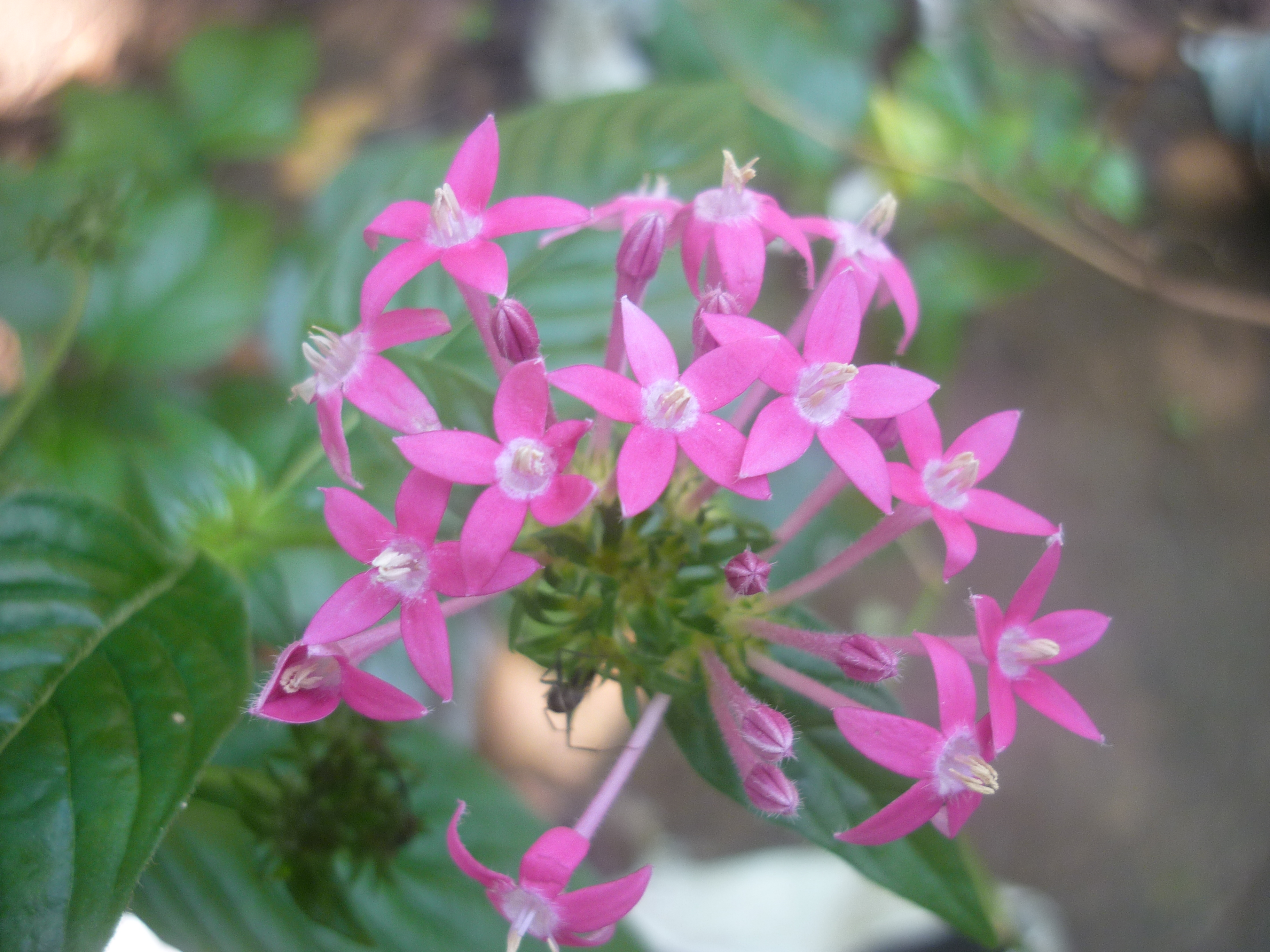
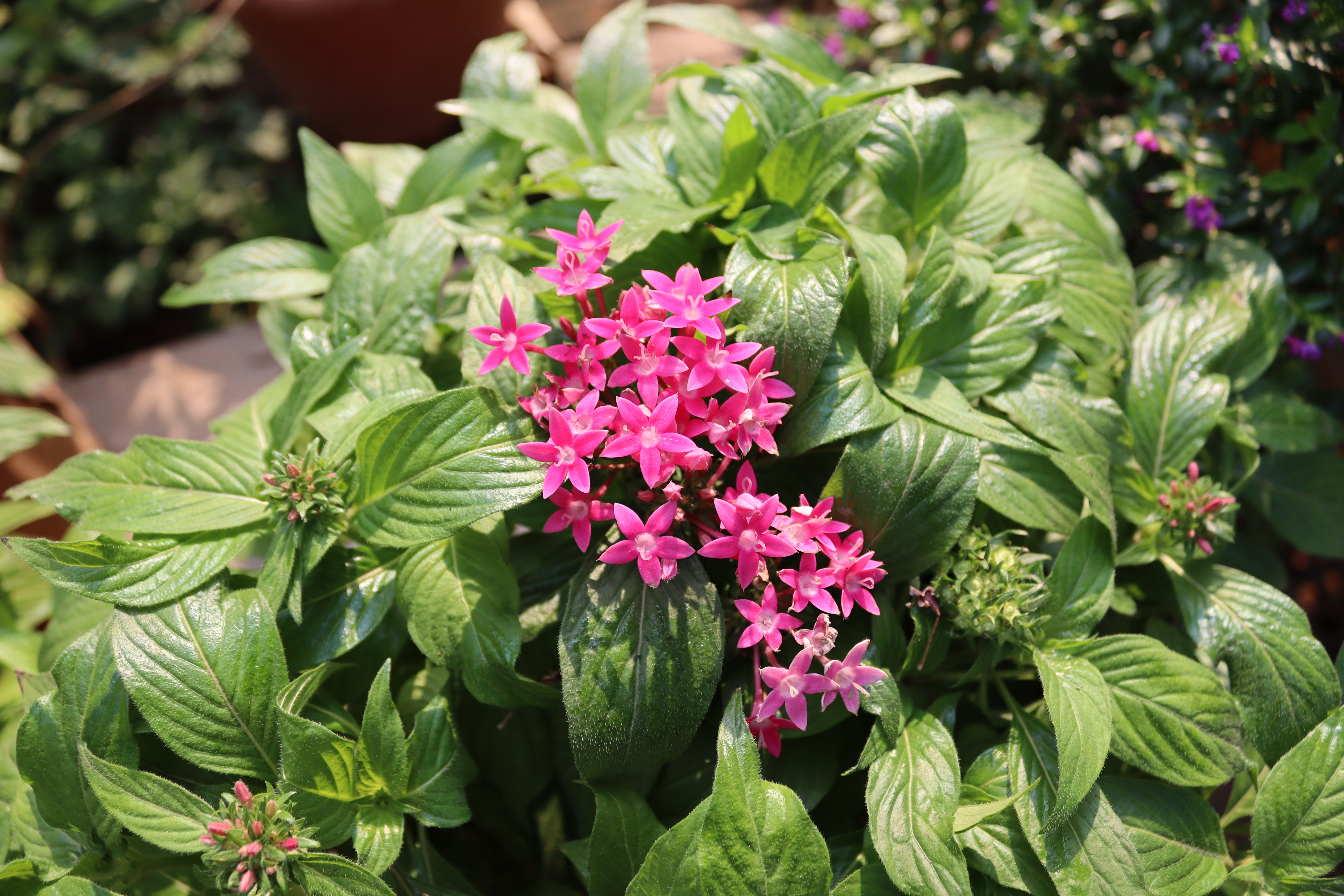
Một cây diễm châu (Pentas lanceolata) đang ra hoa tại Thạch Bàn, Long Biên, Hà Nội
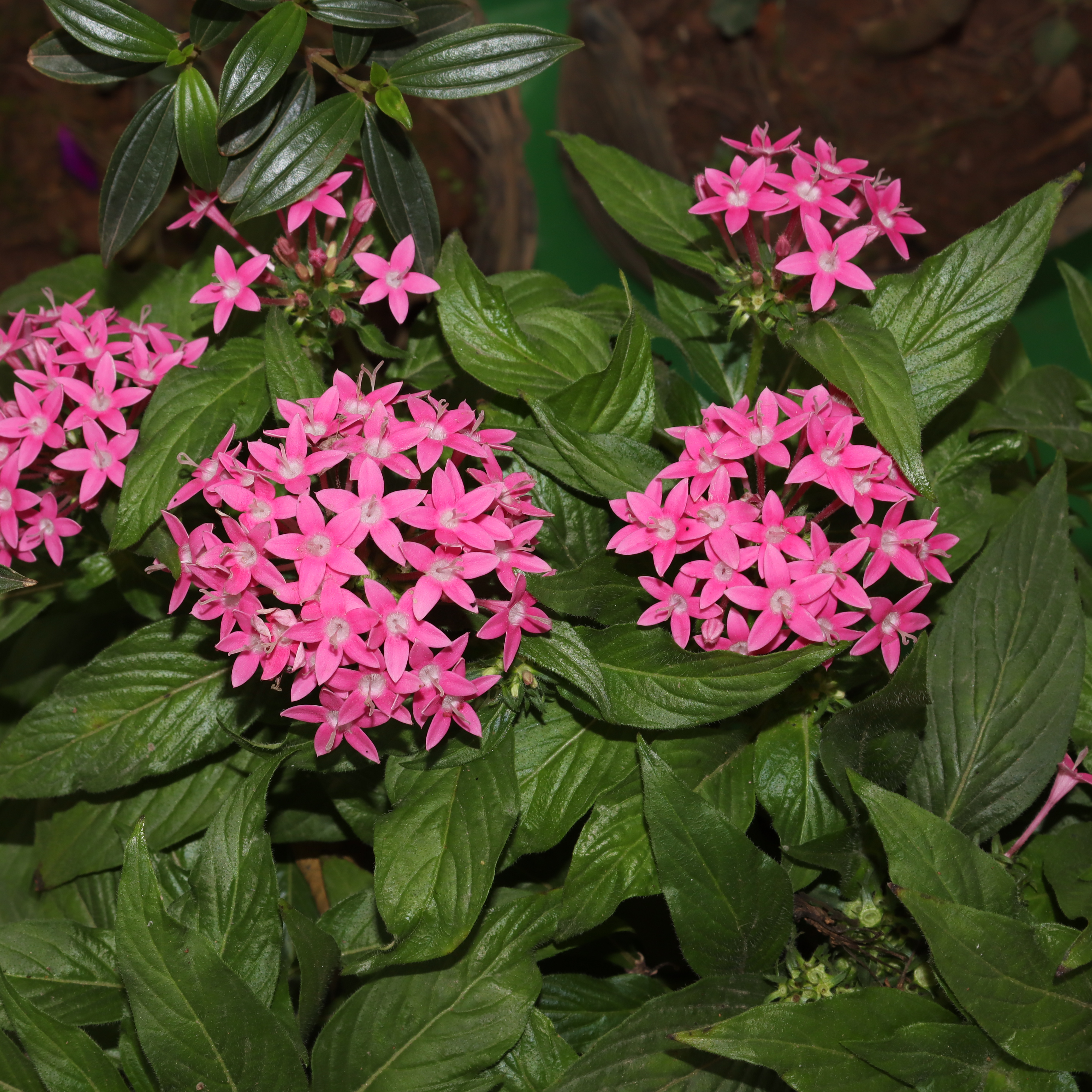
Một vài cụm hoa nhỏ màu hồng tươi